# Gustaf Carlson (Fußballspieler)
Gustaf Johannes Carlson (* 22. Juli 1894 in Stockholm; † 12. August 1942 ebenda) war ein schwedischer Fußballspieler. Nach seinem Karriereende war er als Funktionär tätig.

## Werdegang
Carlson spielte für den Stockholmer Klub Mariebergs IK. Am 24. Oktober 1915 debütierte er anlässlich des 5:2-Erfolges über die norwegische Nationalmannschaft im Jersey der schwedischen Nationalmannschaft. In den folgenden Jahren gehörte er unregelmäßig zum Kader der Nationalmannschaft. Nachdem er nicht für die Olympischen Spiele 1920 berücksichtigt worden war und anschließend 1921 zu einem Länderspieleinsatz gekommen war, gehörte er bei den Olympischen Spielen 1924 wieder zur Landesauswahl. Beim Auftaktspiel, einem 8:1-Erfolg über Belgien stand er nicht auf dem Spielfeld, bei den folgenden Partien gehörte er jedoch zur Startformation und erreichte mit der Mannschaft das Halbfinale. Bei der 0:2-Niederlage gegen die Schweiz wirkte er ebenso wie beim 1:1-Unentschieden nach Verlängerung gegen die niederländische Auswahl im Spiel um den dritten Platz mit und trug im Turnierverlauf zeitweise die Kapitänsbinde. Beim anschließenden Wiederholungsspiel, in dem durch Tore des zweifachen Torschützen Sven Rydell und Evert Lundquist mit einem 3:1-Sieg die Bronzemedaille errungen wurde, wirkte er nicht mit. Eine Woche nach Abschluss des Turniers lief er beim 3:2-Erfolg über Dänemark bei seinem 14. Länderspieleinsatz zum letzten Mal im Nationaljersey auf.
1926 als Stor Grabb ausgezeichnet, gehörte er ab 1934 zum Auswahlkomitee der schwedischen Nationalmannschaft. 1938 stieg er zu dessen Leiter auf und war zuständig für die Auswahl der Spieler für die Weltmeisterschaft 1938, bei der die Mannschaft um Spieler wie Åke Andersson, Tore Keller, Gustav Wetterström und Erik Persson das Halbfinale erreichte und letztlich Vierter der Endrunde wurde. Bis zu seinem Tod 1942 blieb er in diesem Amt.